# Імре Фрівальдський

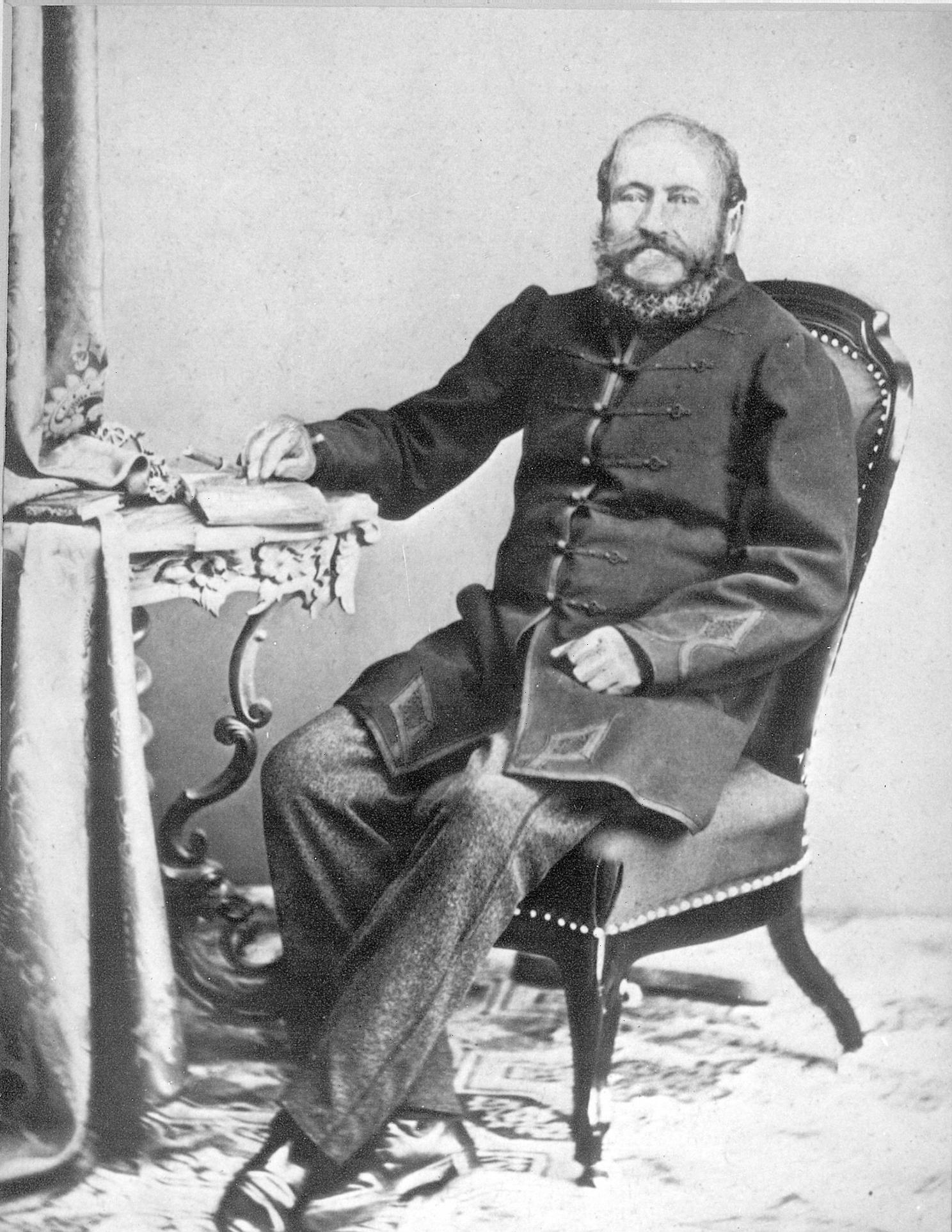
Фрівальдський Імре

Імре (Емерих) Фрівальдський (фон Фрівальд) (угор. Frivaldszky Imre або нім. Emerich Frivaldszky von Frivald, 6 лютого 1799 — 19 жовтня 1870) — угорський ботанік, зоолог, ентомолог, натураліст.
З 1822 до 1851 він був директором Угорського національного музею. Займався дослідженям флори і фауни Туреччини.

## Наукова діяльність
Імре Фрівальдський спеціалізувався на папоротях та на квіткових рослинах.

## Наукові праці
- Dissertatio inaug. medica sistens monographiam serpentum Hungariae. Pestini, 1823.
- Catalogus insectorum Emerici Frivaldszky. Pestini, 1834.
- Javaslat a természettudományok hazánkban felvirágoztatása ügyében. Pest, 1844.
- Értekezés a vándor sáskáról, természetrajzi és státus-gazdászati szempontból. Buda, 1848. Két tábla rajzzal.